# Fruit Cove
Fruit Cove es un lugar designado por el censo ubicado en el condado de San Juan en el estado estadounidense de Florida. En el Censo de 2010 tenía una población de 29.362 habitantes y una densidad poblacional de 613,46 personas por km².

## Geografía
Fruit Cove se encuentra ubicado en las coordenadas 30°5′49″N 81°37′16″O / 30.09694, -81.62111. Según la Oficina del Censo de los Estados Unidos, Fruit Cove tiene una superficie total de 47.86 km², de la cual 41.6 km² corresponden a tierra firme y (13.08%) 6.26 km² es agua.

## Demografía
Según el censo de 2010, había 29.362 personas residiendo en Fruit Cove. La densidad de población era de 613,46 hab./km². De los 29.362 habitantes, Fruit Cove estaba compuesto por el 90.76% blancos, el 3.42% eran afroamericanos, el 0.22% eran amerindios, el 2.66% eran asiáticos, el 0.03% eran isleños del Pacífico, el 0.87% eran de otras razas y el 2.04% pertenecían a dos o más razas. Del total de la población el 5.76% eran hispanos o latinos de cualquier raza.